# HD 219077
HD 219077 är en ensam stjärna belägen i den mellersta delen av stjärnbilden Tukanen. Den har en skenbar magnitud av ca 6,12 och är mycket svagt synlig för blotta ögat där ljusföroreningar ej förekommer. Baserat på parallax enligt Gaia Data Release 2 på ca 34,2 mas, beräknas den befinna sig på ett avstånd på ca 95 ljusår (ca 29 parsek) från solen. Den rör sig närmare solen med en heliocentrisk radialhastighet på ca -31 km/s och har en relativt stor egenrörelse.

## Egenskaper
HD 219077 är en gul till vit stjärna i huvudserien av spektralklass G8 V. Den har en massa som är ca 1,05 solmassor, en radie som är ca 1,9 solradier och har ca 2,7 gånger solens utstrålning av energi från dess fotosfär vid en effektiv temperatur av ca 5 400 K.

## Planetssystem
Under åren 1998 till 2012 var HD 219077  under observation med CORALIE echelle-spektrografen vid La Silla Observatory. År 2012 kunde genom observation av variationer i radiell hastighet fastställas närvaro av en exoplanet med en lång omloppsperiod och vid omloppsbana. Upptäckten publicerades i november samma år. Planetens uppskattade massa är minst tio gånger jupiters.
Upptäckarna noterade att HD 219077 b är bland de "tre mest excentriska planeterna med en omloppsperiod större än fem år" - tillsammans med HD 98649 b och HD 166724 b, som också studerats med CORALIE. Orsaken till denna excentricitet är okänd. De lämnade in HD 219077 b som kandidat för direktavbildning, när den når 11,0 AE vid apoastron med 375 mas vinkelseparation sett från jorden.
| Planet | Massa            | Halv storaxel (AE) | Siderisk omloppstid (d) | Excentricitet | Inklination | Radie |
| ------ | ---------------- | ------------------ | ----------------------- | ------------- | ----------- | ----- |
| b      | ≥10,39 ± 0,09 MJ | 6,22 ± 0,09        | 5 501+130-119           | 0,770 ± 0,003 | -           | -     |